# Monoxia brisleyi
Monoxia brisleyi es una especie de insecto coleóptero de la familia Chrysomelidae.
Fue descrita científicamente en 1939 por Blake.